# علی‌آباد (اسلام‌آباد غرب)
 علی‌آباد (اسلام‌آباد غرب)
بنیان گذاری :( Fj )
روستایی از توابع بخش مرکزی شهرستان اسلام‌آباد غرب در استان کرمانشاه  در ۹ کیلومتری شهر اسلام آباد غرب، ۶۵ کیلومتری شهر کرمانشاه و ۲۰ کیلومتری شهر کرند واقع شده. است.

## جمعیت
این روستا در دهستان حومه جنوبی قرار دارد 
براساس سرشماری مرکز آمار ایران در سال ۱۳۸۵، جمعیت آن ۱٬۰۸۶ نفر (۲۵۰خانوار) بوده‌است.
براساس سرشماری مرکز آمار ایران در سال ۱۳۹۵، جمعیت آن ۸۹۸ نفر (۲۵۸خانوار) بوده‌است. که از این تعداد ۴۴۸ نفر مرد و ۴۵۰ نفر زن می باشد